# Horst Amann (Fußballspieler)
Horst Amann (* 5. April 1934) ist ein ehemaliger deutscher Fußballspieler. Der zumeist im damaligen WM-System als Außenläufer eingesetzte Spieler absolvierte von 1952 bis 1962 für Phönix Ludwigshafen in der alten erstklassigen Fußball-Oberliga Südwest 254 Ligaeinsätze und erzielte dabei 26 Tore. Am 25. September 1955 wurde er vom DFB beim Länderspiel der B-Nationalmannschaft in Laibach gegen Jugoslawien eingesetzt.

## Laufbahn
Horst Amann durchlief die Jugendabteilung des im Süden von Ludwigshafen beheimateten Phönix und wurde sofort zur Runde 1952/53 in die Oberligamannschaft übernommen. Die Blau-Weißen waren der „Stadtverein“ und standen in Konkurrenz mit TuRa Ludwigshafen aus dem Norden der Stadt. An der Seite der Routiniers Helmut Oster (1947–62: 319 Spiele), Fritz Gläser (1946–61: 286 Spiele) und Werner Pohl (1952–62: 258 Spiele) entwickelte sich das Eigengewächs schnell zu einem zuverlässigen Stammspieler. In der Saison 1953/54 erlebte er die Trainingsarbeit von Spielertrainer Georg Gawliczek, danach die Arbeit von Günter Hentschke, Richard Ullrich, Hans Wendlandt und Rudolf de la Vigne. Die besten Platzierungen in der Oberliga Südwest schaffte er mit „dem Fänix“ in den Runden 1956/57, 1957/58 und 1959/60, als jeweils der vierte Rang erreicht werden konnte.
Als in der Saison 1955/56 die ersten vier Rundenspiele gegen Borussia Neunkirchen (0:1), Saar 05 Saarbrücken (2:0), Eintracht Kreuznach (2:3) und VfR Frankenthal (0:0) vom 28. August bis 18. September ausgetragen waren, wurde er von Bundestrainer Sepp Herberger überraschend für den Doppelländerspieltag am 29. September 1955 gegen Jugoslawien nominiert. In Belgrad wurde das A-Länderspiel, in Laibach die Begegnung der B-Auswahlmannschaften ausgetragen. Beide deutsche Teams verloren ihr Länderspiel. Die A-Elf mit der Defensive um Fritz Herkenrath, Karl Schmidt, Jupp Posipal, Horst Eckel, Werner Liebrich und Josef Röhrig mit 1:3 Toren und die B-Elf Mannen mit der höchsten Niederlage in der Geschichte dieser Auswahl, mit 0:8 Toren. Die deutsche Abwehrformation mit Torhüter Horst Schnoor (Hamburger SV), dem Verteidigerpaar Helmut Sattler (Kickers Offenbach) und Franz Klepacz (Hamburger SV), sowie der Läuferreihe mit Werner Lang (Bremerhaven 93), Herbert Schäfer (Sportfreunde Siegen) und Amann von Phönix Ludwigshafen war gegen die Ballkunst und Offensivkraft der Balkan-Fußballer überfordert. Da auch die Offensivreihe mit Ernst-Günter Habig (Union Köln), Klaus Stürmer (Hamburger SV), Uwe Seeler (Hamburger SV), Willi Schröder (Werder Bremen) und Johann Auernhammer (1860 München) nicht in das Spiel fand, kam die zumindest in der Höhe überraschend hohe Niederlage zustande.
Bei Phönix brachte diese Abfuhr auf internationalem Parkett den Außenläufer nicht aus dem Konzept. Da auch noch mit Walter Dächert, Gerhard Faller und Heinz Kempf drei weitere Mannschaftskollegen in der DFB-Juniorenmannschaft U 23 zum Einsatz kamen, führte das sportliche Niveau Phönix im Südwesten von 1957 bis 1960 in die Spitzenränge. Ab der Runde 1959/60 war mit dem Ludwigshafener SC noch ein dritter Verein in die Südwest-Oberliga dazu gekommen. Als Amann und Kollegen mit Phönix überraschend in der Saison 1961/62 den Abstieg nicht verhindern konnten, war sogar noch mit dem BSC Oppau ein vierter Verein aus der Chemiestadt am Rhein in der Oberliga aktiv.
In der 2. Liga Südwest 1962/63 errang Phönix im letzten Jahr der alten Ligaeinteilung mit den Oberligen und als Unterbau den 2. Ligen, die Meisterschaft und war damit für die ab 1963/64 neu installierte Fußball-Regionalliga Südwest qualifiziert. In der Debütsaison belegte Phönix den neunten Rang und Amann hatte 29 Spiele mit vier Toren absolviert. Nach der Fusion von Phönix mit Tura zu Südwest Ludwigshafen, war der Routinier auch 1964/65 in der zweiten Regionalligasaison, nochmals am Ball. Südwest belegte den fünften Rang und Amann hatte dabei in 24 Einsätzen mit drei Toren seinen Beitrag geleistet. Sein letztes Pflichtspiel für Südwest bestritt er am 9. Mai 1965 bei der 0:4-Heimniederlage gegen Eintracht Trier.